# Forrest Gump (powieść)
Forrest Gump – powieść Amerykanina Winstona Grooma wydana po raz pierwszy w 1986. Opowiada o losach Forresta Gumpa, niezbyt inteligentnego mężczyzny, który na skutek licznych zbiegów okoliczności i darów losu bierze udział w najważniejszych wydarzeniach swej epoki i zdobywa spory majątek.
Historia Forresta Gumpa jest spełnieniem motywu „amerykańskiego snu”. Na podstawie książki Robert Zemeckis nakręcił w 1994, uhonorowany Oscarem film pod tytułem Forrest Gump z Tomem Hanksem w roli tytułowej.
Ukazała się druga część powieści pt. „Gump i spółka”, która opowiada o dalszych losach bohatera.